# سد مارون
سد مارون یک سد خاکی بر روی رودخانه مارون است که در ۱۵ کیلومتری شمال شهر بهبهان در استان خوزستان قرار دارد.
هدف از ساخت این سد که بین سال‌های ۱۳۷۷–۱۳۶۷ ساخته شد کنترل سیلاب و جریان رودخانه مارون، تأمین آب شرب شهر بهبهان، تأمین آب برای زمین‌های کشاورزی دشتهای چهارگانه بهبهان، جایزان، خلف آباد و شادگان به مساحت ۵۵ هزار هکتار و همچنین تولید انرژی برق آبی بوده است. عملیات احداث سد در بین سال‌های ۱۳۷۷–۱۳۶۸ خورشیدی انجام شد. سد تنظیمی کوچک‌تری به‌نام مارون ۲ نیز در پایین‌دست این رود طراحی شده است.

## امکانات دریاچه سد مارون
دریاچه سد مارون یکی از جاهای دیدنی بهبهان است و گردشگران زیادی به‌دور از هیاهو به این دریاچه سفر می‌کنند. در کنار دریاچه سد مارون امکانات تفریحی جذاب و فوق‌العاده‌ای برای گردشگران تدارک دیده شده است.  ازجمله این امکانات می‌توان به مجموعه تفریحی ورزشی پلاژ سد مارون اشاره کرد. این مجموعه با وسعت حدود ۱۳ هکتار، جنب دریاچه سد مارون قرار گرفته و دارای فضای سبز زیبا با گونه‌های گیاهی متنوع است. برخی امکانات آن شامل موارد زیر می‌شود:
- جت اسکی
- قایق‌سواری
- ماهی‌گیری
- اتوبوس دریایی
- پارک مخصوص بازی کودکان
- زمین مینی‌فوتبال
- زمین والیبال ساحلی
- زمین بدمینتون
- پیست دوچرخه‌سواری
- موتور چهارچرخ
- چایخانه
- فروشگاه‌های متعدد

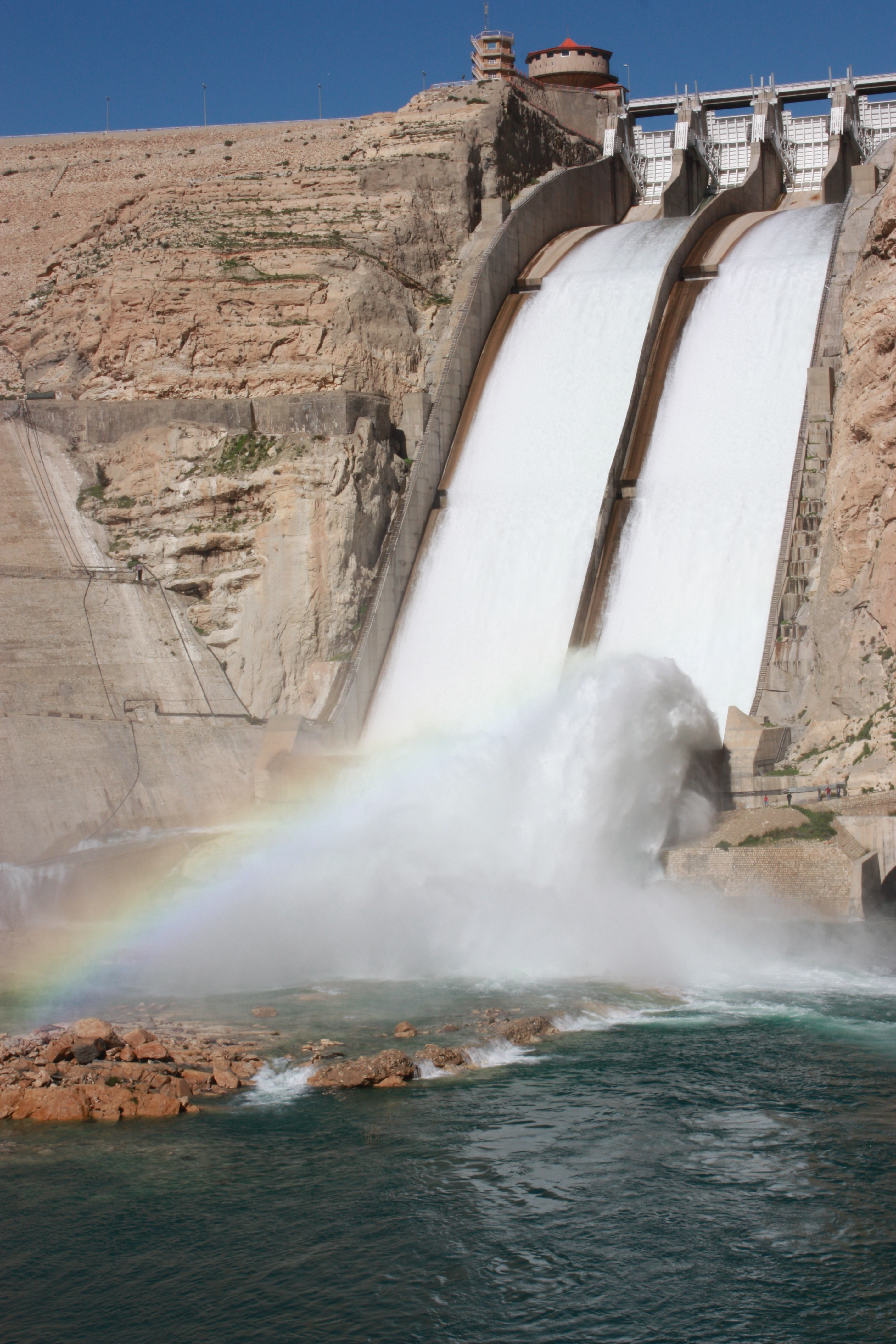
رنگین کمان سرریز سد مارون بهبهان
مجموعه تفریحی-ورزشی ساختمان‌های جنبی سد مارون (پلاژها)
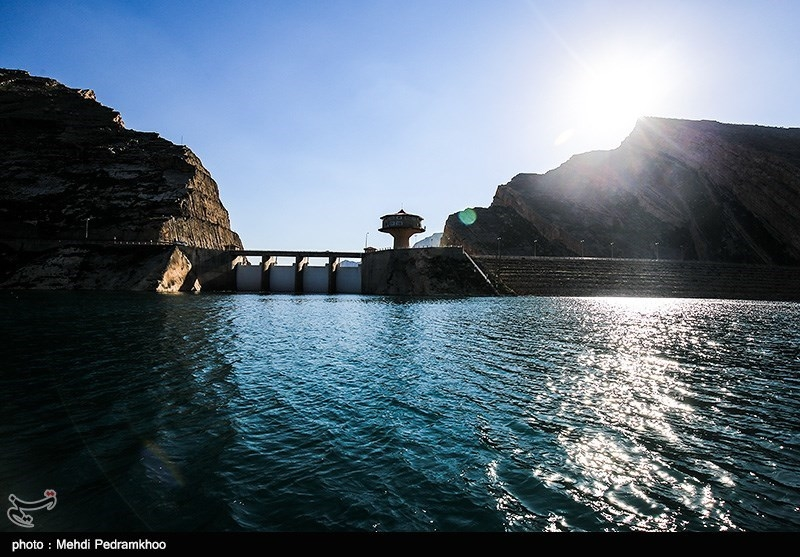
سد مارون در زمان پر آبی
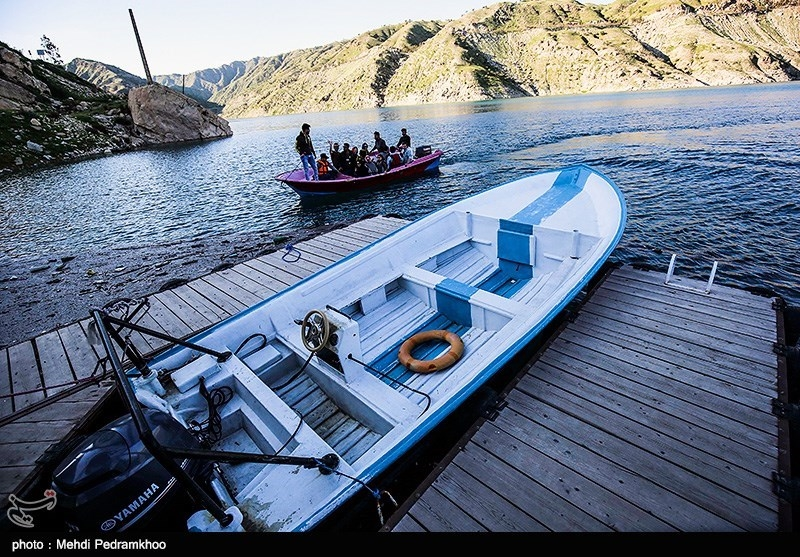
دریاچه سد مارون
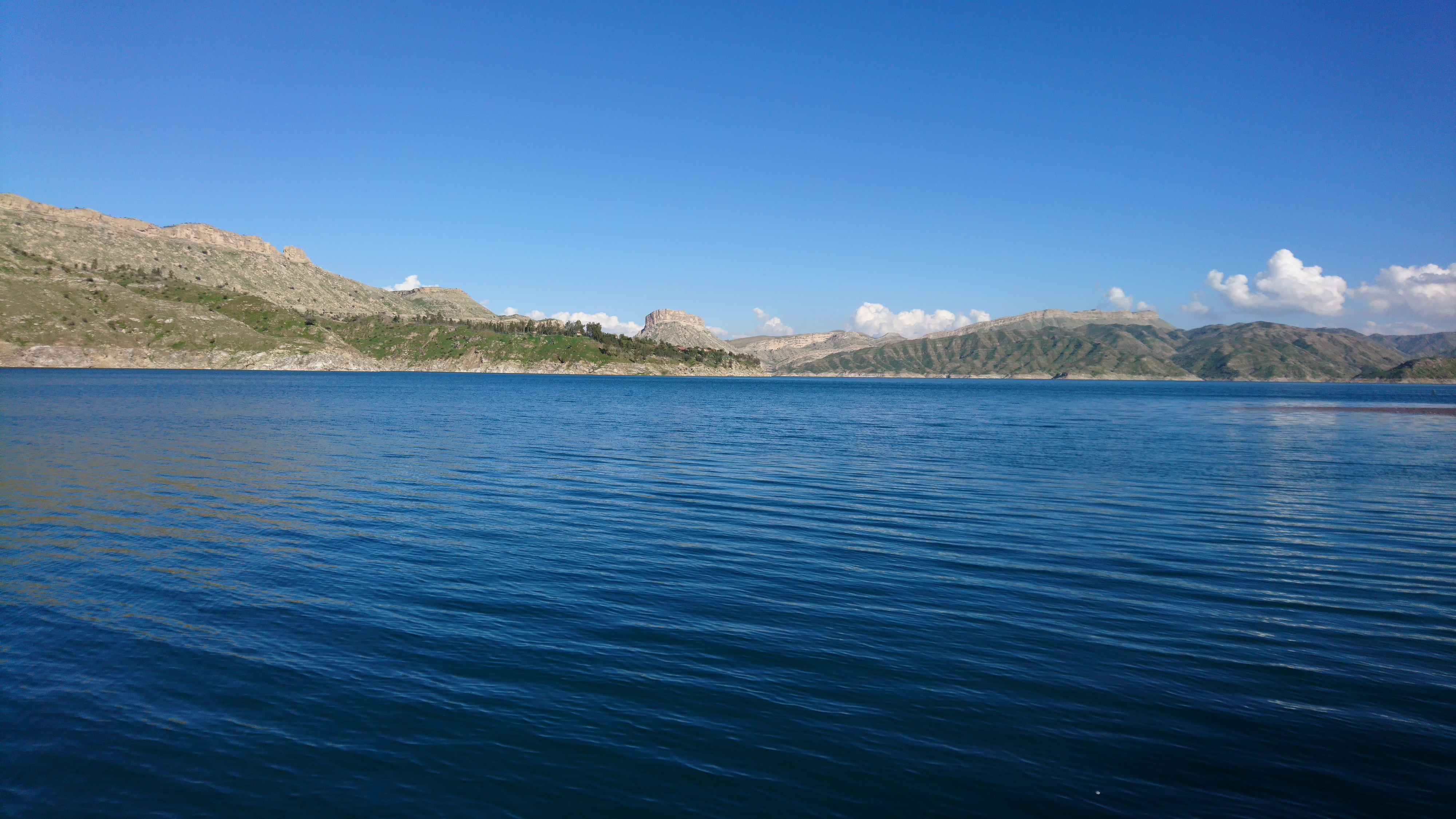
دریاچه سد مارون بهبهان
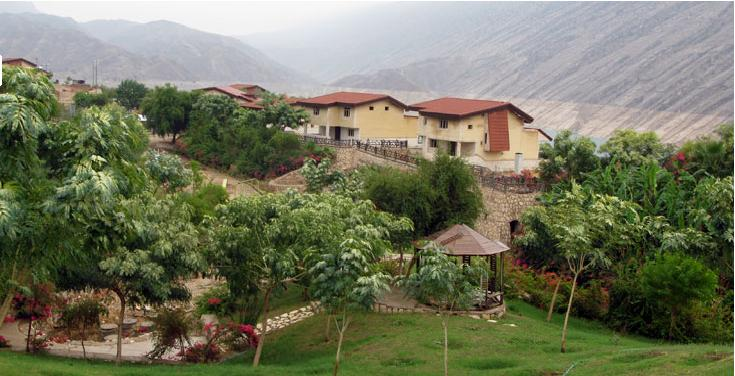
مجموعه تفریحی-ورزشی ساختمان‌های جنبی سد مارون (پلاژ)